# Bundesstraße 295
Die Bundesstraße 295 (Abkürzung: B 295) ist eine deutsche Bundesstraße, die in Baden-Württemberg den Regierungsbezirk Stuttgart mit dem Regierungsbezirk Karlsruhe verbindet.
Sie führt von Stuttgart über die Städte Renningen und Weil der Stadt durch das Stroh- und Heckengäu bis nach Calw im nordöstlichen Schwarzwald.

## Verlauf
Die Straße beginnt vierspurig am Pragsattel (Anschluss an B 10/B 27), bevor sie im Stadtteil Feuerbach als Autostraße in den Feuerbacher Tunnel mit zwei Spuren geleitet wird, der in die Umgehung des Stadtteils Weilimdorf (ebenfalls Autostraße mit zwei Spuren) mündet. Weiter führt die B 295 bis zur A 81 (AS S-Feuerbach). 2019 wurde die Strecke zwischen Ditzingen (A81 AS S-Feuerbach) und Leonberg (A8 AS Leonberg-West) mit den beiden Ortsdurchfahrten auf ihrem bisherigen Verlauf zur Kreisstraße abgestuft.
Hinter Leonberg wurde die B 295 im Zuge des Ausbaus der A 8 und des Neubaus der AS Leonberg-West im Jahr 2007 auf eine neue Trasse verlegt. Dort ist sie teils vier-, teils dreispurig ausgebaut worden und führt so an Renningen vorbei. Südlich von Renningen verzweigt sie in die 2014 fertiggestellte Verlängerung der B 464. Durch die Verbindung dieser beiden Bundesstraßen entstand eine neue Querspange zwischen der A 8 Karlsruhe–Stuttgart und der A 81 Richtung Singen, weshalb auch der Verkehr stark anwuchs. Der sogenannte „Lückenschluss“ der beiden Bundesstraßen über einen kreuzungsfreien Knotenpunkt wird frühestens 2026 realisiert.
Bei Weil der Stadt baute die Stadt eine Ortsumgehung südlich des Stadtzentrums, die 2002 fertiggestellt wurde und für den überörtlichen Verkehr ausgeschildert ist. Bundesstraße ist jedoch weiterhin die alte durch das Stadtzentrum führende Straße. Eine Umwidmung der Ortsumgehung zur Bundesstraße ist vorgesehen (Stand 2010).
Nach der Vorbeifahrt an Simmozheim und Althengstett führt die Straße nach Calw, wo sie kurz nach der 2005 bis 2008 gebauten Ortsumgehung von Calw-Heumaden auf die B 296 trifft und dort endet.

## Ausbauzustand
Der Ausbauzustand der B 295 gliedert sich wie folgt:
| Abschnitt                                                       | Streifen | Trennstreifen | Bemerkung                                          |
| --------------------------------------------------------------- | -------- | ------------- | -------------------------------------------------- |
| / Stuttgart Pragsattel – Feuerbacher Tunnel                     | 4        | nein          | städtisch                                          |
| Feuerbacher Tunnel                                              | 2        | nein          |                                                    |
| Feuerbacher Tunnel – Stuttgart-Weilimdorf (Flachter Straße)     | 2        | nein          | im Bereich der AS Solitudestraße mit Trennstreifen |
| Stuttgart-Weilimdorf (Flachter Straße) – AS Stuttgart-Feuerbach | 4        | ja            |                                                    |
|                                                                 |          |               |                                                    |
| AS Leonberg-West – Leonberg-Längenbühl                          | 4        | ja            |                                                    |
| Leonberg-Längenbühl – Renningen-Ost                             | 3        | nein          |                                                    |
| Renningen-Ost – Calw-Heumaden                                   | 2        | nein          |                                                    |
| Calw-Heumaden – Calw-Kimmichwiesen                              | 3        | nein          | städtisch                                          |